# アルフォンソ・オイッテロン
アルフォンソ・オイッテロン（Alfonso Rebochong Oiterong、1924年10月9日 - 1994年8月30日）はパラオ共和国の政治家。1985年7月2日から1985年10月25日までパラオ共和国第2代大統領を務めた。

## 来歴
日本統治時代では、公学校を卒業後、選抜されて内地留学を果たした。帰島後はパラオ人唯一の木工徒弟養成所教官となった。
終戦後は、ハワイ大学及びグアム大学で教育学を専攻した。その後、太平洋諸島信託統治領政府の公務員となり、主に教育行政を司る教育局に勤めた。その後、パラオ憲法制定委員会の委員となって政界入りした。
政府樹立後は副大統領となった。ハルオ・レメリクの暗殺後に大統領となった。しかしその年に行われた大統領選挙ではラザルス・サリーに及ばず、大統領職を譲ることになった。